# Nipponorthezinella hirsuta
Nipponorthezinella hirsuta är en insektsart som beskrevs av Konczné Benedicty och Kozár in Kozár 2004. Nipponorthezinella hirsuta ingår i släktet Nipponorthezinella och familjen vaxsköldlöss.
Artens utbredningsområde är Nepal. Inga underarter finns listade i Catalogue of Life.